# Força entròpica

Exemple de força entròpica.La teoria de la gravetat entròpica compleix la llei de la gravitació universal de Newton a la Terra i a distàncies interplanetàries, però divergeix d'aquesta naturalesa clàssica a distàncies interestel·lars.

En física, una força entròpica que actua en un sistema és un fenomen emergent resultat de la tendència estadística de tot el sistema a augmentar la seva entropia, en lloc d'una força subjacent particular a escala atòmica.

## Formulació matemàtica
En el conjunt canònic, la força entròpica {\displaystyle \mathbf {F} } associada a una partició de macroestat {\displaystyle \{\mathbf {X} \}} ve donada per
{\displaystyle \mathbf {F} (\mathbf {X} _{0})=T\nabla _{\mathbf {X} }S(\mathbf {X} )|_{\mathbf {X} _{0}},}
on {\displaystyle T} és la temperatura, {\displaystyle S(\mathbf {X} )} és l'entropia associada al macroestat {\displaystyle \mathbf {X} }, i {\displaystyle \mathbf {X} _{0}} és el macroestat actual.

## Exemples

### Pressió d'un gas ideal
L'energia interna d'un gas ideal depèn només de la seva temperatura, i no del volum de la caixa que la conté, de manera que no és un efecte energètic que tendeixi a augmentar el volum de la caixa com ho fa la pressió del gas. Això implica que la pressió d'un gas ideal té un origen entròpic.
Quin és l'origen d'aquesta força entròpica? La resposta més general és que l'efecte de les fluctuacions tèrmiques tendeix a portar un sistema termodinàmic cap a un estat macroscòpic que correspon a un màxim en el nombre d'estats microscòpics (o microestats) compatibles amb aquest estat macroscòpic. En altres paraules, les fluctuacions tèrmiques tendeixen a portar un sistema cap al seu estat macroscòpic de màxima entropia.

### Moviment brownià
L'enfocament entròpic del moviment brownià va ser proposat inicialment per R. M. Neumann. Neumann va derivar la força entròpica d'una partícula que experimenta un moviment brownià tridimensional utilitzant l'equació de Boltzmann, denotant aquesta força com una força motriu de difusió o força radial. Al document, es mostren tres sistemes d'exemple que mostren aquesta força:
- sistema electroestàtic de sal fosa,
- tensió superficial i,
- elasticitat del cautxú.

### Polímers
Un exemple estàndard de força entròpica és l'elasticitat d'una molècula de polímer articulada lliurement. Per a una cadena ideal, maximitzar la seva entropia significa reduir la distància entre els seus dos extrems lliures. En conseqüència, una força que tendeix a col·lapsar la cadena és exercida per la cadena ideal entre els seus dos extrems lliures. Aquesta força entròpica és proporcional a la distància entre els dos extrems. La força entròpica d'una cadena articulada lliurement té un origen mecànic clar i es pot calcular mitjançant la dinàmica lagrangiana restringida. Pel que fa als polímers biològics, sembla que hi ha un vincle complex entre la força entròpica i la funció. Per exemple, segments polipeptídics desordenats – en el context de les regions plegades de la mateixa cadena polipeptídica – s'ha demostrat que genera una força entròpica que té implicacions funcionals.

### Força hidrofòbica

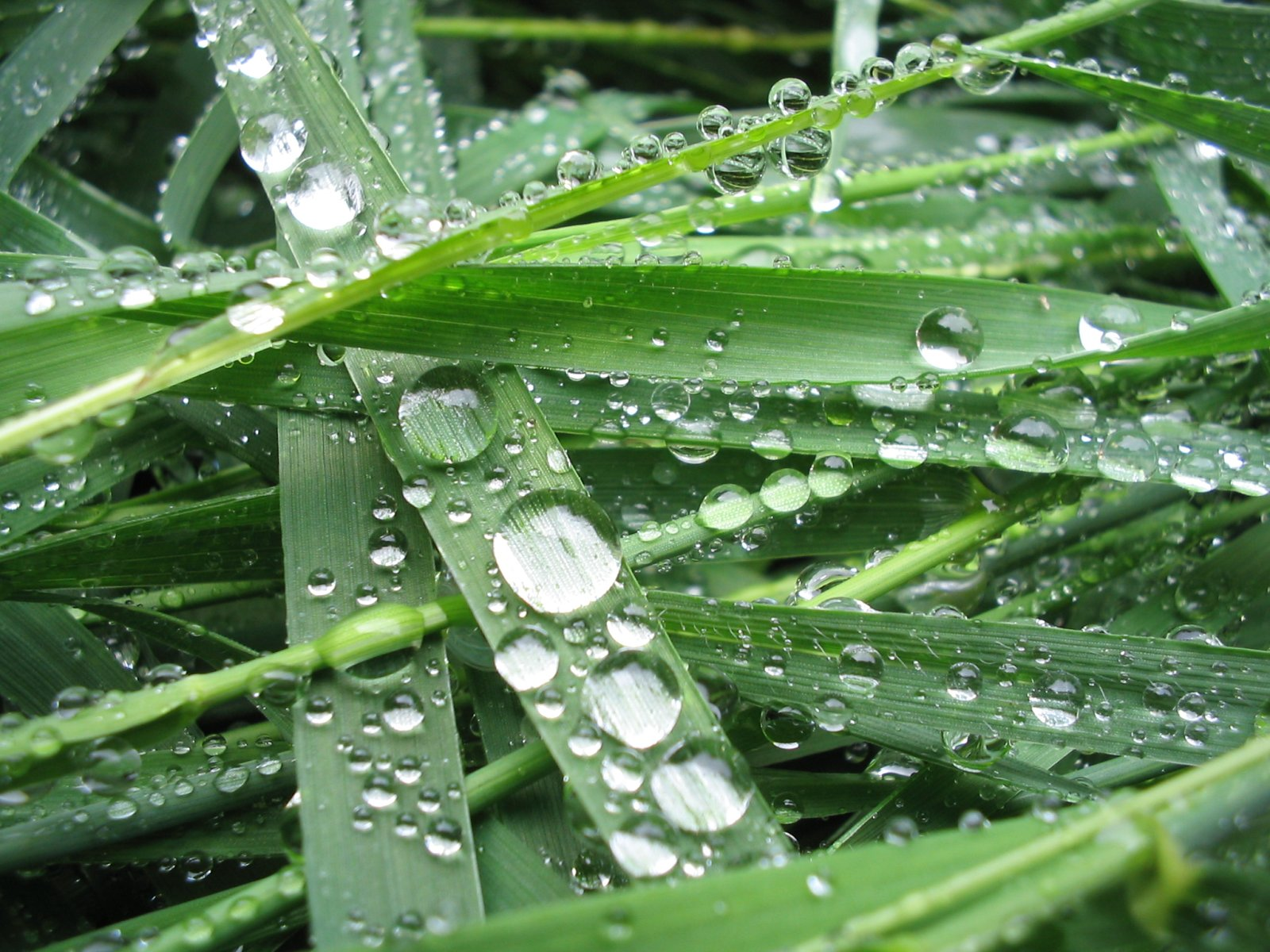
Gotes d'aigua a la superfície de l'herba

Un altre exemple de força entròpica és la força hidrofòbica. A temperatura ambient, s'origina en part per la pèrdua d'entropia de la xarxa 3D de molècules d'aigua quan interaccionen amb molècules de substància dissolta. Cada molècula d'aigua és capaç
- donant dos ponts d'hidrogen a través dels dos protons,
- acceptant dos enllaços d'hidrogen més a través dels dos parells solitaris hibridats amb sp3.

### Col·loides
Les forces entròpiques són importants i generalitzades en la física dels col·loides, on són responsables de la força d'esgotament i de l'ordenació de les partícules dures, com ara la cristal·lització d'esferes dures, la transició isotropinemàtica en les fases de cristall líquid de les barres dures i l'ordenació dels poliedres durs. Per això, les forces entròpiques poden ser un motor important de l'autoassemblatge.